# Jørgen Frandsen
Jørgen Christian Testrup Frandsen (født 31. oktober 1944 i Søborggård, død 14. maj 2023) var en dansk håndboldspiller som deltog i Sommer-OL 1972 og i Sommer-OL 1976.
Han spillede håndbold for klubberne IF Stadion og Lynge-Uggeløse. I 1972 var han med på Danmarks håndboldlandshold som endte på en trettendeplads under Sommer-OL. Han spillede tre kampe og scorede et mål. Fire år senere kom han på en ottendeplads med de danske håndboldlandshold under Sommer-OL. Han spillede i alle seks kampe og scorede to mål.
I alt spillede han 144 landskampe for Danmark og scorede 147 mål.